# قطعنامه ۱۲۳۴ شورای امنیت
قطعنامه ۱۲۳۴ شورای امنیت سازمان ملل متحد که در تاریخ ۰۹ آوریل ۱۹۹۹ تصویب شد، سندی بین‌المللی دربارهٔ بررسی وضعیت مربوط به جمهوری دمکراتیک کنگو است. این قطعنامه طی نشست ۳۹۹۳ام با ۱۵ رای موافق، ۰ مخالف و ۰ ممتنع تصویب شد.